# Ilija Bozoljac
Ilija Bozoljac (n. 2 de agosto de 1985 en Aleksandrovac, Serbia) es un jugador de tenis serbio. 

## Carrera
Su ranking individual más alto logrado en el ranking mundial ATP, fue el n.º 101 el 29 de enero de 2007. Mientras que en dobles alcanzó el puesto n.º 99 el 22 de febrero de 2016.
Hasta el momento ha obtenido 15 títulos de la categoría ATP Challenger Series, cuatro de ellos en la modalidad de individuales y los once restantes en dobles.

### Copa Davis
Desde el año 2003 es participante del Equipo de Copa Davis de Serbia. Tiene en esta competición un récord total de partidos ganados/perdidos de 7/7 (3/2 en individuales y 4/5 en dobles).

### 2006 - 2008
El año 2006 fue sin duda el mejor año de Bozoljac. En enero, tuvo su mejor resultado en el Torneo de Zagreb categoría ATP World Tour 250, superando al israelí Dudi Sela para calificar, y luego batir al italiano Daniele Bracciali al número 34 del mundo Feliciano López, antes de perder ante el serbio Novak Djokovic en los cuartos de final. 
En mayo de 2008, Bozoljac estuvo a punto de clasificarse en el Torneo de Roland Garros 2008, perdiendo ante Eduardo Schwank en la ronda de clasificación. 
En junio, Bozoljac entró en el cuadro principal de Wimbledon como perdedor afortunado, después de vencer a Nick Monroe y Robert Smeets, pero perder ante Stefano Galvani en la fase de clasificación en cinco sets.

### 2010 - 2013
Bozoljac calificó para Wimbledon y avanzó a la segunda ronda, donde fue derrotado en cuatro sets apretados por el campeón defensor Roger Federer. 
Fue jugador de reserva en el Equipo de Copa Davis de Serbia al ganar el título de la Copa Davis.
Bozoljac comenzó el año 2013 volviendo al circuito Masculino ITF, tomando tres títulos individuales en los tres primeros meses.
En abril, Ilija y su compañero de dobles Nenad Zimonjić derrotaron a los hermanos Bob y Mike Bryan en los cuartos de final de la Copa Davis del grupo mundial contra Estados Unidos, ganando por 7-6(5), 7-6(1), 5-7, 4-6, 15-13.

### 2014
En febrero Bozoljac ganó su cuarto torneo challenger en individuales. Derrotó en la final al tercer cabeza de serie, el ruso Yevgueni Donskói por 6-1, 6-1 para ganar el Challenger de Calcuta 2014. Después de haber llegado a la final sin perder un set, el serbio abrumó a Donskói con potentes golpes de fondo. Previo a la final, Bojoljac, había derrotado al primer preclasificado Aleksandr Nedovyesov.

## Títulos; 15 (4 + 11)
| Leyenda                        | Individuales | Dobles |
| ------------------------------ | ------------ | ------ |
| Grand Slam (tenis)\|Grand Slam | 0            | 0      |
| ATP World Tour Finals          | 0            | 0      |
| ATP World Tour Masters 1000    | 0            | 0      |
| ATP World Tour 500 Series      | 0            | 0      |
| ATP World Tour 250 Series      | 0            | 0      |
| ATP Challenger Series          | 4            | 11     |

### Individuales
| N.º | Fecha      | Torneo                   | Superficie | Oponente en la final  | Resultado   |
| --- | ---------- | ------------------------ | ---------- | --------------------- | ----------- |
| 1.  | 04.09.2006 | Challenger de Donetsk    | Tierra     | Tomas Cakl            | 6-4 3-6 7-5 |
| 2.  | 08.09.2008 | Challenger de Liubliana  | Tierra     | Giancarlo Petrazzuolo | 6-4 6-3     |
| 3.  | 15.09.2008 | Challenger de Banja Luka | Tierra     | Daniel Gimeno-Traver  | 6-4 6-4     |
| 4.  | 15.02.2014 | Challenger de Calcuta    | Dura       | Yevgueni Donskói      | 6-1, 6-1    |

### Dobles
| N.º | Fecha      | Torneo                     | Superficie | Pareja           | Oponentes en la final              | Resultado            |
| --- | ---------- | -------------------------- | ---------- | ---------------- | ---------------------------------- | -------------------- |
| 1.  | 03.02.2003 | Challenger de Belgrado (1) | Dura       | Nenad Zimonjić   | Darko Madjarovski Janko Tipsarević | 6–1, 6-4             |
| 2.  | 07.11.2005 | Challenger de Nashville    | Dura       | Brian Wilson     | Santiago González Diego Hartfield  | 7-6(6), 6-4          |
| 3.  | 13.03.2006 | Challenger de Sarajevo     | Dura       | Viktor Troicki   | Alexander Peya Lars Uebel          | 6-3, 6-4             |
| 4.  | 14.01.2008 | Challenger de Miami        | Tierra     | Dusan Vemic      | Jean-Julien Rojer Marcio Torres    | 7-5, 6-4             |
| 5.  | 13.10.2008 | Challenger de Calabasas    | Dura       | Dusan Vemic      | Somdev Devvarman Nathan Healey     | 1-6, 6-3, 13-11      |
| 6.  | 13.02.2010 | Challenger de Belgrado (2) | Dura       | Jamie Delgado    | Dustin Brown Martin Slanar         | 6-3, 6-3             |
| 7.  | 08.02.2010 | Challenger de Rabat        | Tierra     | DanieleBracciali | Alexandr Dolgopolov Dmitri Sitak   | 6-4, 6-4             |
| 8.  | 15.03.2010 | Challenger de Marrakech    | Tierra     | Horia Tecau      | James Cerretani Adil Shamasdin     | 6-1, 6-1             |
| 9.  | 21.04.2013 | Challenger de Sarasota     | Tierra     | Somdev Devvarman | Steve Johnson Bradley Klahn        | 6-7(5), 7-6(3), 11-9 |
| 10. | 27.04.2014 | Challenger de Savannah     | Tierra     | Michael Venus    | Facundo Bagnis Alex Bogomolov Jr.  | 7-5, 6-2             |
| 11. | 20.07.2014 | Challenger de Recanati     | Tierra     | Goran Tošić      | James Cluskey Laurynas Grigelis    | 5-7, 6-4, 10-5       |